# Ладушки
«Ла́душки» — старинная детская народная игра-потешка, напеваемая няней или родителями ребёнку для утехи и развития коммуникативных навыков. Уходит своими корнями в славянскую мифологию и её обрядовые действия. В английской культуре существует аналогичное явление — pat-a-cake.
Наряду с «Сорокой-белобокой» («Сорока-воровка», «Сорока-ворона») является классическим образцом русских детских потешек. Для исполнения «Ладушек» берут руки ребёнка в свои и, хлопая ими в ладоши на ударных слогах, напевают текст; при словах «на головку сели» ручки поднимают и кладут ребёнку на голову.

## Запись XIX века
С сохранением оригинальной орфографии:

Лади, Ладо, Ладушки,

Гдѣ были? — у Бабушки.

Что ѣли? — Кашку.

Что пили? — Бражку.
— Макаров, Михаил Николаевич, Русские предания, изд. 1838
Фольклорист Михаил Макаров (1785/89-1847) в слове «Ладо» признавал обращение к славянскому северному богу Ладу (Ладо): «или уж не было ли у нас двух божеств — Ладо и Лады, мужа и жены, двойственного Гименея, слитого в одно русское слово лад брак?». Александр Афанасьев (1826—1871) уточнял: бог Лад (или Ладо) являлся мужским олицетворением богини Лады.
Однако большинство учёных, начиная с А. А. Потебни, считают Ладу плодом «кабинетной мифологии», научной фикцией.

## В XX веке
Издавалась в сборнике «Ладушки: русские народные сказки, песенки, потешки» Ю. А. Васнецова, получившем положительный отзыв от К. И. Чуковского.

## Современные варианты
Существует множество вариантов текста, один из них:
Ладушки, ладушки,

Где были? — У бабушки!

Что ели? — Кашку.                                                                    

Что пили? — Бражку.

Кашка масленька,

Бражка сладенька,

Бабушка добренька!

Попили, поели,

Домой полетели,

На головку сели, 

Сели, посидели,

Дальше полетели!